# Lúky pod Čičermanom
Lúky pod Čičermanom este o arie protejată (arie specială de conservare — SAC, sit de importanță comunitară — SCI) din Slovacia întinsă pe o suprafață de 232,86 ha, integral pe uscat.

## Localizare
Centrul sitului Lúky pod Čičermanom este situat la coordonatele 48°54′25″N 18°32′20″E / 48.906856°N 18.53894°E.

## Înființare
Situl Lúky pod Čičermanom a fost declarat sit de importanță comunitară în decembrie 2021.

## Biodiversitate
Situată în ecoregiunea alpină, aria protejată conține 1 habitat natural: Fânețe de joasă altitudine (Alopecurus pratensis, Sanguisorba officinalis).
La baza desemnării sitului se află un număr nedeclarat de specii protejate.